# Флуг, Константин Константинович
Константи́н Константи́нович Флуг (родился 30 октября 1893 года, Санкт-Петербург, Российская империя — погиб 13 января 1942 года, Ленинград, РСФСР, СССР) — советский китаист, ученик академика В. М. Алексеева. Научный сотрудник Азиатского музея Института востоковедения АН СССР (1925—1942).

## Биография
Родился в Петербурге в семье служащего. Брат матери художника И. С. Глазунова.
В 1927 году окончил факультет языка и материальной культуры ЛГУ. Кандидат филологических наук (15.06.1935, без защиты). В декабре 1940 года Президиум АН СССР присвоил К. К. Флугу учёное звание старшего научного сотрудника.
Скончался в блокадном Ленинграде 13 января 1942 года.

## Научная деятельность
Главным предметом научных интересов К. К. Флуга были история книгопечатания в Китае и китайская библиография. Ему удалось реконструировать важнейшие этапы истории общедаосского книжного собрания — «Дао цзана».

### Основные работы
- Флуг К. К. Очерк истории даосского канона (Дао цзана) // Известия Академии Наук СССР. Отдел гуманитарных наук. — 1930. — № 4. — С. 239—249.
- Флуг К. К. Лубяные растения в Китае // За новое волокно. 1932. № 3
- Флуг К. К. По поводу китайских текстов, изданных в Си Ся // Библиография Востока. — Вып. 2—4 (1933). — М.—Л., 1934. — С. 158—163.
- Флуг К. К. Краткий обзор небуддийской части китайского рукописного фонда Института востоковедения Академии наук СССР // Библиография Востока. — Вып. 7 (1934). — М.—Л., 1935. — С. 87—92;
- Флуг К. К. Краткая опись древних буддийских рукописей на китайском языке из собрания Института востоковедения Академии наук СССР // Библиография Востока. — Вып. 8—9 (1935). — 1936. — С. 96—115.
- Флуг К. К. Из истории книгопечатания в Китае (X—XIII вв.) // Советское востоковедение. — Т. I. — 1940. — С. 78-94.
- Флуг К. К. История китайской печатной книги сунской эпохи X—XIII вв. — М.—Л., 1959. — 399 с.